# Erciş

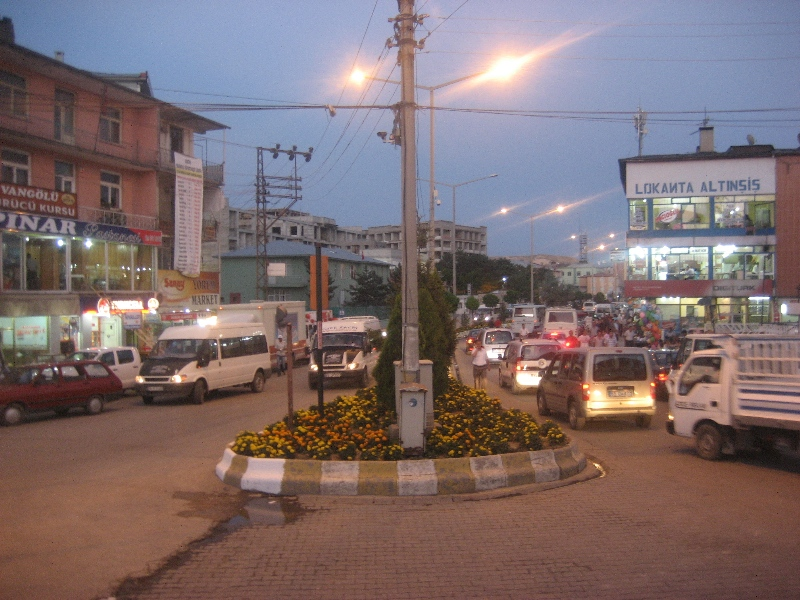
Une vue du centre-ville d'Erciş.

Erciş (en kurde Erdîş ; en arménien Ականց, Akants, et auparavant Արճեշ, Artchesh) est un district et une ville de Turquie, située dans la province de Van, sur la rive nord du lac Van, à 103 kilomètres de la préfecture Van. En 2008, la population de la ville s'élève à 79 639 habitants.

## Histoire
Le maire de la ville, membre du Parti démocratique des peuples, est arrêté en octobre 2019 dans le cadre d'une opération visant les opposants à l'invasion à l'invasion des régions kurdes de Syrie par l'armée turque.